# Southern Railway (Nagy-Britannia)
A Southern Railway (SR) a Big Four, vagyis az 1921-ben elfogadott fúziós törvény alapján létrejött négy nagy angol vasúttársaság legkisebb tagja.

## Összeolvadás
Nagy-Britannia vasúthálózata a legrégebbi a világon: az első vonalat 1825-ben nyitották meg az utazóközönség előtt. Az ipari forradalom idején ugrásszerűen megnőtt a vasúttársaságok száma, de a tulajdonosi struktúra miatt nem volt egységes a szolgáltatás. Az első világháború alatt a teljes hálózatot a kormány ellenőrizte, de államosításra nem került sor, holott az ötletet William Gladstone későbbi miniszterelnök már az 1830-as években felvetette.
Az 1921-ben elfogadott, 1923. január 1-jén életbe lépett törvény a megmaradt vasúttársaságokat négy nagy cégcsoportban - Big Four - egyesítette a hatékonyság és gazdaságosság növelése, valamint az összehangolt fejlesztés érdekében. A Big Four négy tagja a Great Western Railway (GWR), a London and North Eastern Railway (LNER), a London, Midland and Scottish Railway (LMS) és a Southern Railway (SR) lett. A négy nagy cég részvénytársasági formában működött egészen 1947. december 31-ig, amikor államosították őket, és létrehozták belőlük a British Railwayst.

## A cég

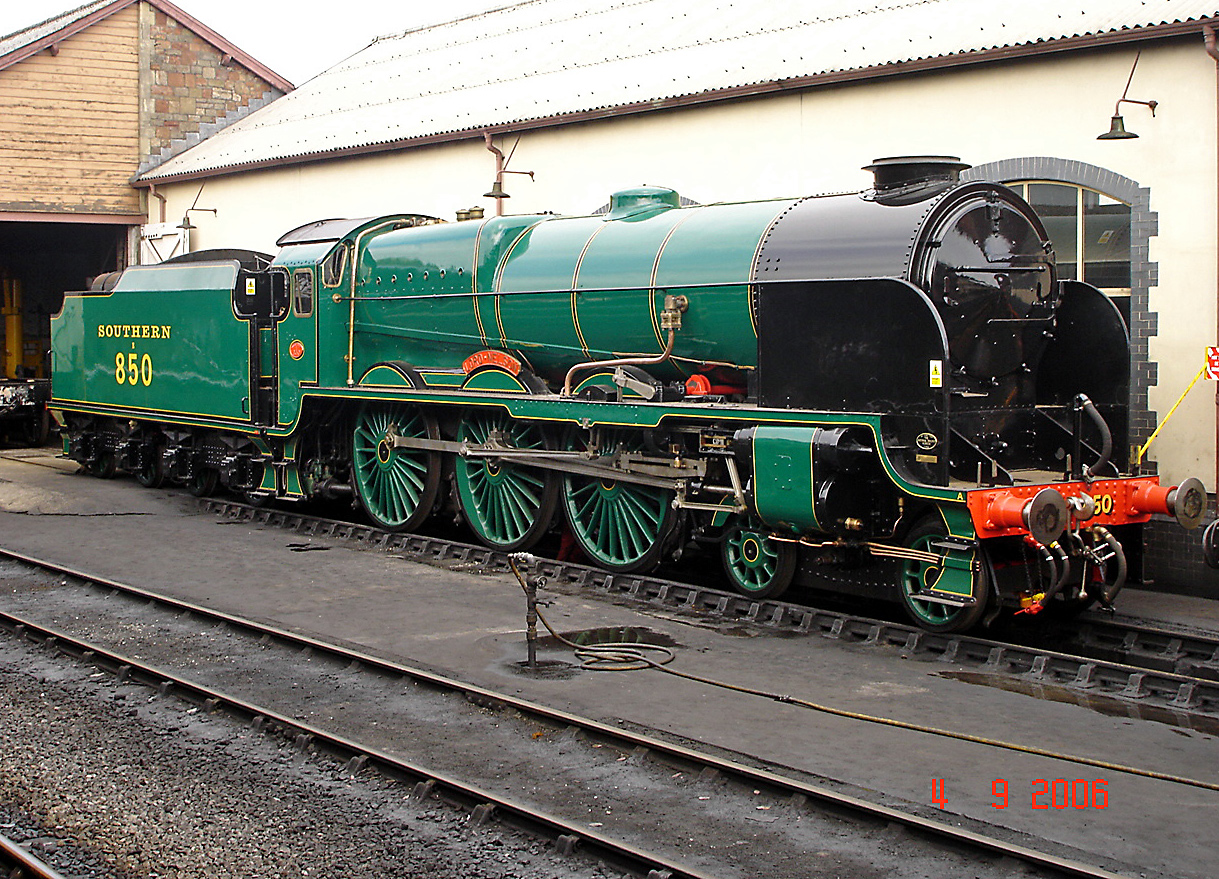
A Lord Nelson-osztály névadója a Minehead állomáson

A társaság 1923-ban mindössze 3518 kilométer hosszú vasútvonalat birtokolt, ebből 19 kilométer keskeny nyomtávú volt. Birtokában volt azonban a brit szigetek legnagyobb személypályaudvara, és minden más vállalatnál több járatot közlekedtetett naponta. Vonalai Londont és csatorna legnagyobb kikötőit, köztük Southamptont és Dovert, illetve Anglia déli, délnyugati településeit kötötték össze. A csatornán át hajókkal érkező utasok jelentős része a Southern Railwayjel folytatta útját. A cég tulajdonában volt a londoni Waterloo, Victoria és Charing Cross állomás.
Míg a Big Four három másik nagy cége elsősorban teherszállításra és hosszú távú expresszekre összepontosított, addig az SR a világ legnagyobb elektromos elővárosi hálózatát építette ki London körzetében. Ezen kívül vonatai óriási tömegű kirándulót vittek a tengerparti városokba, köztük Brightonba. Ez a tapasztalat jól jött a második világháborúban, amikor a cég közreműködött a londoniak evakuálásában, illetve a katonák szállításában.
Az SR bevételének háromnegyedét szerezte utasszállításból. Míg a társaság a nagy-britanniai vasútvonalak egynyolcadát birtokolta, addig az összes utas több mint egynegyede Southern Railway-vonaton utazott. A társaság érdekeltségébe kikötők, hotelek és kompok is tartoztak. 1935-ben a cégnek 1919 mozdonya, 6647 személykocsija, 33 ezer 584 tehervagonja és 2054 elektromos járműve volt.

## A cég elnökei
- Sir Hugh Drummond (1923-1924)
- Everard Baring (1924-1932)
- Gerald Loder (1932-1934)
- Robert Holland-Martin (1935-1944)
- Eric Gore-Brown (1944-1947)